# Géodynamique
 (novembre 2022).
La géodynamique étudie, décrit et explique l’évolution du système terrestre ; à partir d’observations de terrain synthétisées par des modèles types de comportements, elle caractérise et étudie les phénomènes naturels qui ont affecté le géomatériau et qui l’affectent encore. Elle est interne pour ce qui se passe en profondeur et externe pour ce qui se passe en surface ; les phénomènes internes sont ceux qui produisent les reliefs ; les phénomènes externes sont ceux qui les détruisent.
En nombre limité, les phénomènes géodynamiques sont globaux et permanents ; leurs événements sont innombrables, mais les endroits où ils se produisent et les circonstances de leur production sont spécifiques : en profondeur comme en surface, il ne se passe pas n’importe quoi, n’importe où, n’importe comment, n’importe quand.

## Le système terrestre

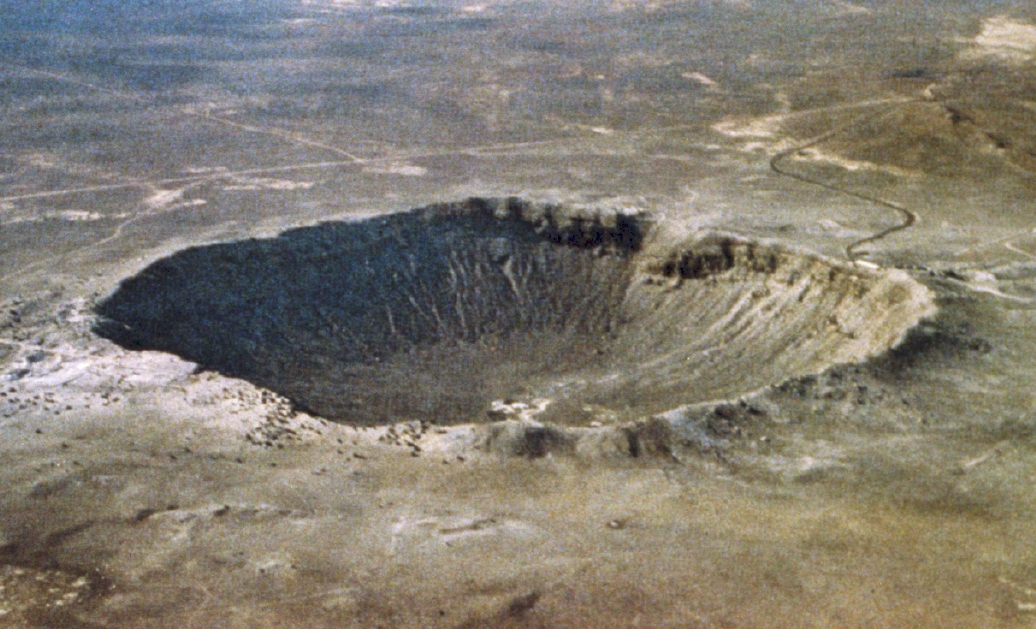
Chute de météorite - Meteor Crater – Coon Butte (Arizona) – d ~ 1200 m – p ~ 150 m – ~ 25000 B.P.

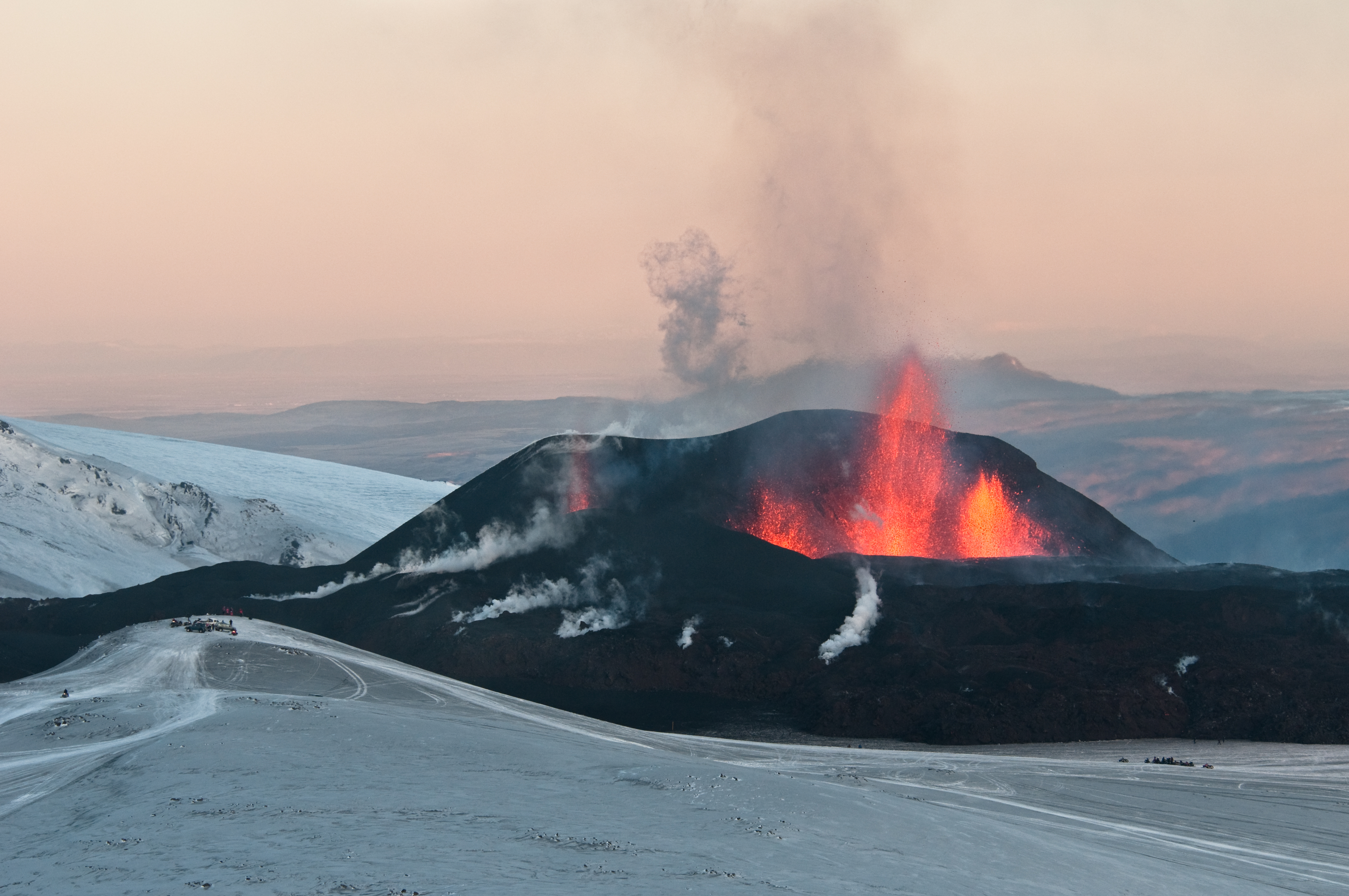
Éruption de l’Eyjafjallajökull (Islande) le 29 mars 2010.

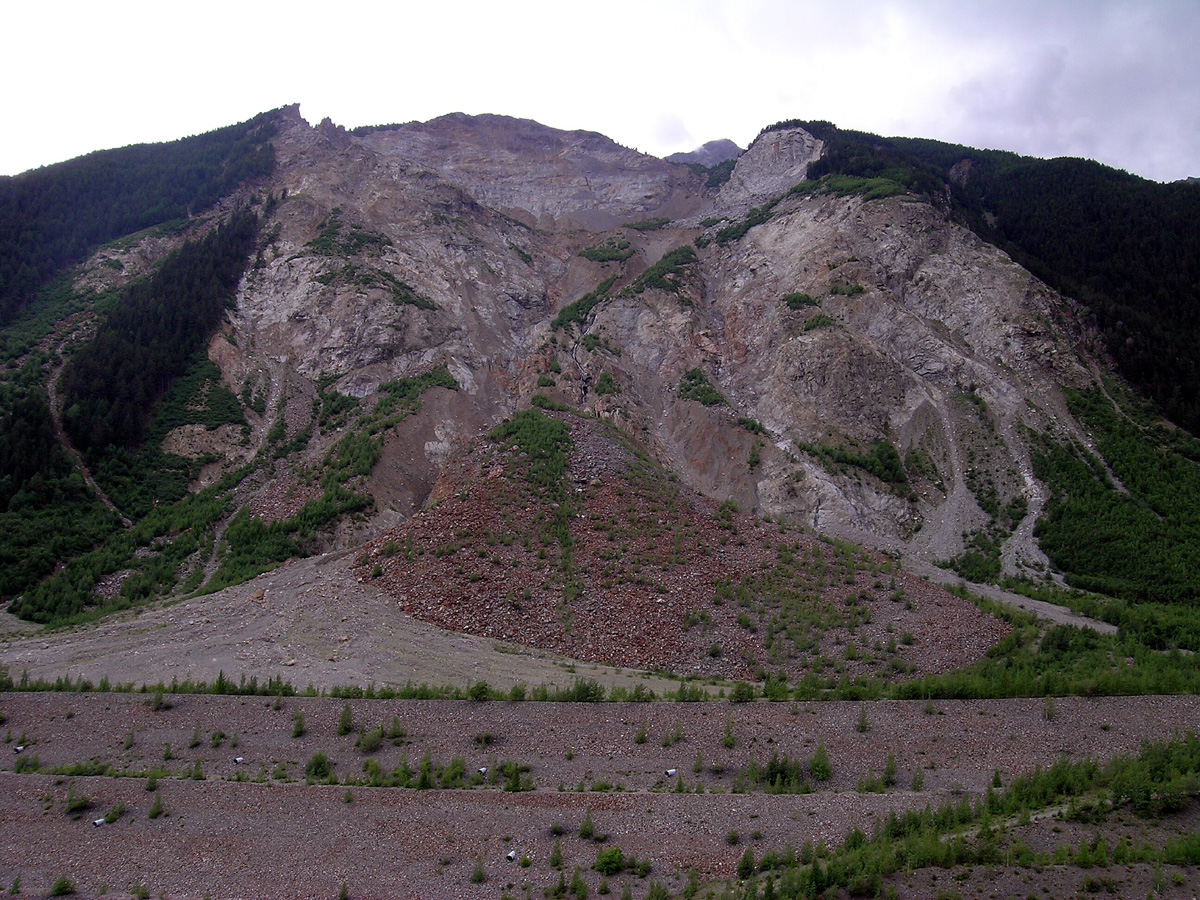
Mouvements de terrain en montagne - écroulement de versant, lave torrentielle, cône de déjection… - Sant'Antonio Morignone - Valdisotto (Lombardie) - (28/07/1987).

Le système terrestre est d’une part un petit élément du système solaire qui lui impose sa structure et son comportement propres, et d’autre part un ensemble particulièrement complexe, structuré en continents, inlandsis, océan et atmosphère qui ont des comportements spécifiques, tout en interagissant d’innombrables façons à d’innombrables niveaux. Depuis l’origine, des reliefs se créent et se détruisent incessamment à la surface du globe ; l’eau s’évapore de l’océan pour tomber sur les continents et retourner à l’océan par les fleuves ; à un endroit donné, le temps varie plus ou moins d’un jour à l’autre : système dynamique instable, le système terrestre évolue sans cesse sous l’action d’innombrables phénomènes naturels dont les phénomènes géodynamiques font partie.

## Lecycle géologique
Les phénomènes géodynamiques sont les manifestations observables du comportement du système terrestre ; depuis toujours, la surface terrestre est le siège ou l’élément d’actions gravitaires, électromagnétiques, radioactives... dont les effets sont de plus ou moins la modifier sans cesse à toutes les échelles d’espace et de temps : depuis la nuit des temps, des reliefs se créent et se détruisent à sa surface par les effets cumulés de chutes de météorites, d’éruptions volcaniques, de séismes, de mouvements de terrain, de cyclones, de crues, de tsunamis... qui sont des événements intempestifs mais normaux de phénomènes géodynamiques pérennes.
L’enchaînement de phénomènes internes d’orogenèse/surrection et de phénomènes externes d’érosion/sédimentation/diagenèse constitue un cycle géologique dont la durée se mesure en dizaines voire centaines de millions d’années. Les nombreux cycles qui se sont succédé depuis l’origine n’ont pas eu la même durée ni la même histoire, mais incessamment, au cours de chaque cycle des reliefs ont surgi à la surface du globe, puis ont été érodés jusqu’à être aplanis.
Un cycle géologique est une suite fluctuante de phases semblables de durée variable au cours desquelles se produisent irrégulièrement des événements plus ou moins analogues, surrections, érosions…, qui modifient l’état de la Terre, toujours différent à la fin d’un cycle de ce qu’il était au début. Pas strictement distinctes et enchaînées, les phases d’un même cycle se recouvrent en partie : le relief commence à être éroder avant que sa surrection soit terminée et le cycle suivant débute avant que le précédent soit achevé. Nous assistons à l’achèvement de la surrection des Alpes et au début de leur érosion, première phase du cycle en cours.

Tectonique des plaques : carte des limites de plaques et de l’activité orogénique actuelle.

Au cours d’un cycle, des collisions de plaques et le volcanisme créent des montagnes que l’air et de l’eau éventuellement glacée vont immédiatement grignoter : la partie superficielle d’un massif rocheux s’altère, des débris s’en détachent et sont transportés sur ses pentes jusqu’à atteindre un replat où ils sédimentent et se compactent. Ce jeu inéluctable se poursuit en principe jusqu’à la disparition quasi totale du massif et de l’ensemble montagneux auquel il appartient ; il est permanent à l’échelle du temps géologique.
En fait, la Terre bouge sans cesse ; la « dérive des continents » schématisée par la tectonique des plaques, est un phénomène géodynamique comme un autre : ses périodes paroxystiques correspondent aux phases orogéniques durant lesquelles la surrection est plus forte que l’érosion ; de courtes durées à l’échelle du temps géologique, elles sont séparées par de longues périodes de stase apparente durant lesquelles l’érosion est plus forte que la surrection ; mais les phases de stases ne sont pas plus monotones que celles de surrection.

## Les phénomènes géodynamiques
Pratiquement tous les phénomènes géodynamiques sont connus, bien caractérisés, documentés et étudiés : leurs cours sur lesquels on ne peut pas agir efficacement, sont compliqués mais intelligibles ; plus ou moins fréquents, plus ou moins violents, leurs événements analogues sont spécifiques, localisées et rapides, parfois presque instantanés, plus ou moins efficients, possibles mais non certains à un endroit donné, à un moment donné ; ils paraissent ainsi aléatoires voire imprévisibles, mais s’ils sont effectivement particuliers et contingents, ils sont aussi explicables ; généralement irrépressibles, ce ne sont pas des anomalies mais des péripéties courtes et rapides parmi d’autres dont on ne peut pas empêcher la réalisation.
Certains événements naturels comme une éruption volcanique, un écroulement de falaise… ou d’autres involontairement provoqués comme l’écroulement d’un talus de déblai, un tassement d’ouvrage… sont observables, mais peu le sont directement, au moment où ils se produisent ; on les caractérise plutôt indirectement en observant leurs effets, en étudiant l’état résultant du site affecté dont la stabilité qui semble à nouveau acquise n’est qu’apparente.
À l’échelle de temps de la Terre, le cours d’un phénomène géodynamique paraît continu et plus ou moins monotone, mais il ne l’est pas à l’échelle du temps humain, car la plupart du temps, on observe une tendance moyenne plus ou moins proche de la stase, et de loin en loin, incidemment, quelques événements spécifiques et contingents de très courte durée, à partir d’un certain seuil d’intensité qui dépend à la fois de la nature du phénomène considéré et de nos sens ou de nos instruments ; la tendance ne renseigne donc pas sur l’éventualité de leur manifestation. La fonction intensité/temps de n’importe quel phénomène est continue, mais à n’importe quelle échelle de durée, elle est apparemment désordonnée voire chaotique, avec successivement des tendances à la hausse, à la baisse ou à la stabilité durant des périodes plus ou moins longues et plus ou moins espacées, avec des minimums et des maximums relatifs plus ou moins individualisés et parfois des paroxysmes ; même à très court terme, on ne peut discerner au mieux que des tendances d’évolution et parfois des renversements de tendances ; au départ, ces renversements ne sont jamais très caractéristiques ; par la suite, ils peuvent s’amplifier ou s’annihiler, rendant toute prévision incertaine voire impossible. Un tel cours dépend en effet d’un nombre plus ou moins grand de facteurs que l’on est généralement loin de connaître tous et dont on ignore souvent l’importance relative ; ils sont spécifiques de phénomènes secondaires distincts, moins complexes que lui, mais néanmoins très rarement simples ; ils évoluent indépendamment les uns des autres ; ils ont des hauts et des bas, des paliers, leurs intervalles de monotonie sont plus ou moins longs, leurs changements de tendances sont brusques ou lents… S’il était strictement déterminé, le phénomène devrait être en stase, maximum ou minimum quand tous ses facteurs le sont aussi, ce qui est très peu fréquent, plus ou moins variable dans un sens comme dans l’autre quand au moins l’un d’entre eux varie de la même façon ou quand plusieurs varient de façon plus ou moins désordonnée, ce qui est le plus courant et à son paroxysme quand ils sont à peu près tous à leur maximum, ce qui n’arrive que très rarement.

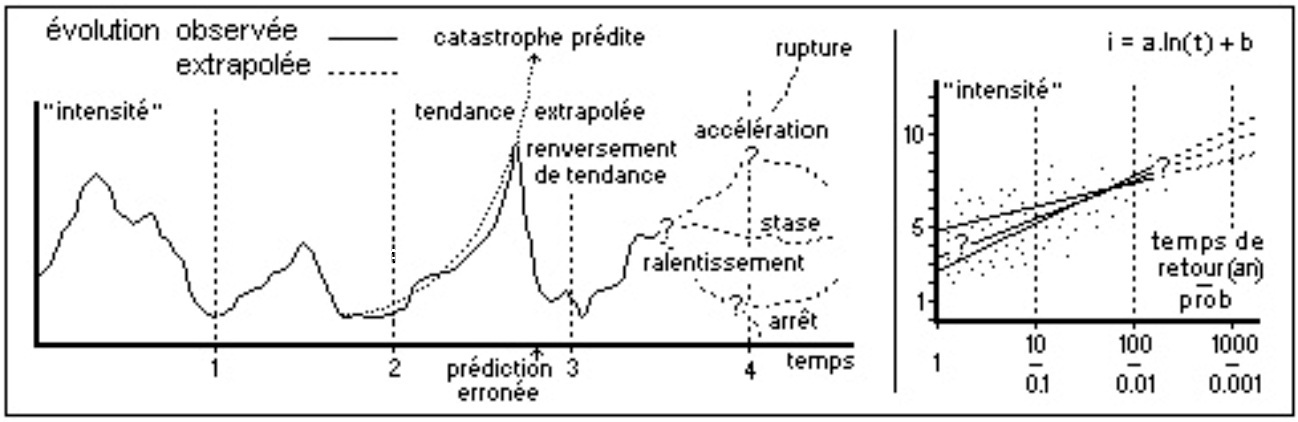
Évolution d’un phénomène géodynamique

Mais ni déterminés ni aléatoires, les phénomènes géodynamiques ont des cours sinueux qui ne sont jamais réellement cycliques ; ils ne paraissent chaotiques que parce que l’on ne sait pas les modéliser correctement : les modèles sont déterministes alors que les phénomènes géodynamiques ne le sont pas ; leurs évolutions sont généralement cohérentes ; leurs événements sont analogues et quelles que soient leurs intensités elles demeurent dans des limites floues mais définies : il ne se passe pas n’importe quoi, n’importe où, n’importe quand. L’évolution de l’état d’un site soumis aux événements qui le modifient incessamment, suit un cours à peu près tracé dont la tendance générale est de rendre cet état plus ou moins proche de la stabilité : cette évolution est continue mais n’est pas monotone ; un événement du présent se produit à la suite d’une série d’événements analogues du passé et il précède en principe une série d’événements analogues dans le futur ; c’est sur la continuité de l’évolution et l’analogie des événements qu’est fondée l’estimation de leur probabilité d’occurrence. Mais une action extérieure ou d’une circonstance peu fréquente peut plus ou moins perturber cette évolution, sans toutefois le faire sortir de ses limites, de son attracteur ; après un événement perturbateur, l’état final du site n’est jamais identique à son état initial, mais il n’en est jamais très éloigné ; rien de ce qui s’y est produit ne se reproduira invariablement et strictement de la même façon, mais des événements analogues, d’intensité plus ou moins grande, s’y produiront sûrement à plus ou moins long terme, avec des effets analogues cumulatifs : des glissements successifs sont des événements limités dans l’espace et dans le temps de l’érosion permanente d’un versant.
Les événements successifs d’un même phénomène qui se produisent dans un même site, sont imbriqués, interdépendants, coinfluents, plus ou moins analogues, jamais identiques ; ce qui se passe auparavant, pendant et après l’un d’entre eux est certes coordonné, mais l’enchaînement est plus ou moins indécis. En théorie, on ne peut les prévoir qu’à condition que leurs suites soient suffisamment longues et homogènes pour pouvoir être exploitées par le calcul des probabilités : à partir de l’historique fiable du cours d’un phénomène à un endroit donné, on peut, dans les limites de cet historique et de cet endroit, se représenter son évolution en estimant les fréquences d’événements d’intensités données ; on admet alors sans réel fondement qu’il y a d’autant moins de chances de voir se produire une certaine intensité qu’elle est plus forte, et qu’il y a d’autant plus de chances d’observer une intensité plus forte que la période d’observation est plus longue. Par analogie avec les cycles astronomiques, on a abusivement bâti la prospective géodynamique en prêtant à tous les phénomènes naturels des cours périodiques et à leurs événements analogues des temps de retour réguliers, annuels, décennaux centennaux ou même millénaux, selon leur intensité. En demeurant très prudent voire circonspect, on peut ainsi attendre un événement intempestif générateur d’accident, éventuellement le prévoir, pas le prédire. Pour l’annoncer, il faudrait disposer d’événements plus modérés que l’on appelle précurseurs ; existent-ils ? se produiront-ils ? où et quand ? les remarquera-t-on ? On ne sait pas répondre à ces questions ; au cours du déroulement d’un phénomène surveillé – en dehors à très court terme de certaines crues –, on ne peut pas repérer la situation qui va provoquer un événement d’intensité donnée et on ne peut pas discerner celle qui en provoquera peut-être un autre analogue.
Mais, une fois qu’il s'est produit, on peut expliquer l’événement, caractériser ce qui l’a provoqué et éventuellement annoncé sans que l’on s’en soit rendu compte. Cela peut contribuer à en comprendre le processus et s’en prémunir ultérieurement par des actions de prévention et de protection. Ce n’est peut-être pas grand-chose et on est loin d’en être certain d’y parvenir ; c’est déjà beaucoup.
En effet, la connaissance de n’importe quel phénomène géodynamique a été d’abord indirecte par l’observation passive de ses effets puis empirique par l’extrapolation souvent hasardeuse de ces observations et par la conjecture ; elle est devenue pratique par des observations systématiques raisonnées, par la détermination de ses facteurs les plus influents, l’analyse de leurs rôles et de leurs influences respectives ; elle ne serait théorique par l’expression paramétrique de chacun d’eux, la combinaison mathématique de leurs influences et de leurs variations que pour les phénomènes simples traités par la physique élémentaire ; malgré les moyens de la géomécanique, on en est loin ; les relations déterminées directes de cause à effet sont extrêmement rares sinon inexistantes dans la nature.

### Les phénomènes internes
- Éruption volcanique
- Séisme

### Les phénomènes externes
- Érosion
  - Altération : action mécanique - actions physico-chimiques - altération des roches.
  - Ablation : mouvements de pente - reptation et fluage - coulées, laves, lahars – glissements - écroulements rocheux
- Transport : glaciers – cours d’eau – vent
- Sédimentation : dépôt – consolidation - diagenèse